# 施氏雅鱈
施氏雅鱈，為輻鰭魚綱鱈形目稚鱈科的其中一種，分布於西南太平洋澳洲及紐西蘭、西北太平洋鄂霍次克海及北大西洋海域，深度375-1520公尺，為深海底棲性魚類，體長可達85公分，棲息在大陸坡底層水域，生活習性不明。